# Tucanet bec-estriat
El tucanet bec-estriat (Aulacorhynchus sulcatus) és una espècie d'ocell de la família dels ramfàstids (Ramphastidae) que habita la selva humida i transformada, i encara ciutats, de les zones de muntanya del nord-est de Colòmbia i oest de Veneçuela.